# Habib Elghanian
Habibollah Elghanian (Teheran, 5 aprile 1912 – Teheran, 9 maggio 1979) è stato un imprenditore e filantropo iraniano.
Presidente della Tehran Jewish Society e membro di spicco della comunità ebraica iraniana negli anni '70, venne arrestato dal nuovo governo post-rivoluzionario.
Venne infine condannato a morte da un tribunale rivoluzionario islamico per accuse di corruzione, contatti con Israele e sionisti, "amicizia con i nemici di Dio", tramite fucilazione.
Fu il primo ebreo e uomo d'affari ad essere giustiziato dal Consiglio della Rivoluzione Islamica.

## Biografia
Nacque nel quartiere ʿUdlājān di Teheran, parte di otto fratelli (sette maschi e una femmina).
Suo padre, Bābāʾi, era un sarto di professione; sua madre, Ǎānom Jān, era la figlia di Ḥaim Sāqi, il proprietario di un negozio di alimentari nell'allora quartiere ebraico della capitale.
Frequentò la Alliance Israelite Universelle School, con lezioni in persiano francese, fino all'età di 15 anni, per lavorare al Gilān-e Now Hotel (proprietà di uno zio materno).  Dopo aver completato il servizio militare, sposò la cugina di primo grado Māh Solṭān, nel 1936. Dal matrimonio ebbe tre figli (Kārmel, Sinā e Fereydun) e una figlia di nome Mahnāz.

### Carriera
Nel 1959, Elghanian fondò la Plasco, una fabbrica di materie plastiche a Teheran che in seguito divenne il più grande e tecnologicamente avanzato produttore di materie plastiche nel paese. Ha svolto un ruolo significativo nel portare la tecnologia occidentale in Iran negli anni '60 e '70.
Definito come "self-made multi-millionaire" (fondamentalmente un multimilionario "costruito da solo"), Elghanian divenne noto per i suoi successi imprenditoriali in Iran e Israele. Ha inoltre guidato la Tehran Jewish Society in questi anni.

### Arresto e morte
Elghanian fu arrestato nel 1975 come parte dei tentativi dello Shah Mohammad Reza Pahlavi di eliminare la corruzione tra i principali uomini d'affari. È stato multato per attività illegali e poi incarcerato.
Poco dopo la rivoluzione islamica del 1979, Elghanian fu arrestato il 16 marzo dopo essere tornato in Iran e accusato di spionaggio. Le accuse includevano corruzione, contatti con Israele e il sionismo, e "imperialismo economico". L'8 maggio è stato processato e condannato per una serie di crimini, tra cui l'incontro con rappresentanti israeliani. Secondo sua nipote, il processo è durato meno di venti minuti. Fu condannato a morte, fucilato prima dell'alba del giorno successivo. Tutti i beni appartenenti alla famiglia Elghanian in Iran sono stati confiscati dallo Stato.

Un report del Time afferma: 
 Elghanian, condannato per spionaggio per Israele, è stato accusato di aver fatto enormi investimenti in Israele e di aver sollecitato fondi per l'esercito israeliano, venendo quindi anche accusato di essere un complice "in raid aerei omicidi contro palestinesi innocenti".
Elghanian ha dichiarato di non essere un sostenitore del sionismo, anche se il suo edificio Plasco venne costruito da ingegneri israeliani durante l'era dello Shah, quando l'Iran aveva stretti rapporti con Israele.
Il 9 maggio 1979, Elghanian fu giustiziato a Teheran. È stato il primo cittadino ebreo e uno dei primi civili dell'Iran ad essere giustiziato dal nuovo regime islamista.
La morte di Elghanian venne considerata una delle ragioni della partenza del 75% degli 80mila ebrei che vivevano nel paese prima della rivoluzione.
Poco dopo l'esecuzione di Elghanian, il Senato degli Stati Uniti ha approvato una risoluzione firmata dal senatore newyorchese Jacob Javits (in quota repubblicana) per condannare la sua esecuzione e quella di altri civili come parte di più ampie violazioni dei diritti umani in Iran.